# 岡山市内の寺院一覧
岡山市内の寺院一覧は岡山県岡山市域内に建つ仏教寺院の一覧である。

## 寺院一覧

### 北区
- 光珍寺
- 妙泉寺 (岡山市北区)
- 宗蓮寺 (岡山市)
- 本覚寺 (岡山市)
- 成就寺 (岡山市)
- 正福寺 (岡山市北区)
- 大雲寺 (岡山市)
- 岡山寺
- 妙善寺 (岡山市)
- 瑞雲寺 (岡山市)
- 龍泉寺 (岡山市)
- 孝徳寺
- 妙浄寺
- 定林寺 (岡山市)
- 太然寺
- 妙勝寺 (岡山市)
- 妙傳寺 (岡山市)
- 蓮光寺 (岡山市)
- 法界院
- 妙円寺 (岡山市)
- 豊楽寺 (岡山市)
- 妙法華寺 (岡山市)
- 不変院
- 妙林寺 (岡山市)
- 道林寺
- 正法寺 (岡山市)
- 本行寺 (岡山市)
- 立成寺
- 龍渕寺
- 妙應寺
- 妙福寺 (岡山市)
- 幸福寺 (岡山市)

## 関連資料
- 川端定佐三郎『岡山･備前地域の寺』日本文教出版、岡山文庫195（1998年）